# 零廢棄
零废弃（英語：Zero Waste）不產出垃圾。因應環保及永續發展的其中一種策略及概念。

## 零廢棄生活
眾多生活方式之一，其核心概念為簡化生活，不過度浪費、只消費必需品、減少垃圾產生及減少回收，可透過減少或不使用/不購買一次性產品、交換、購買及使用二手物品、天然取材、自製等各種方式，實踐零廢棄生活，進而達到永續發展及環境保護的目標。